# Сен-Мем-ле-Карьер
Сен-Мем-ле-Карье́р (фр. Saint-Même-les-Carrières) — коммуна во Франции, находится в регионе Пуату — Шаранта. Департамент — Шаранта. Входит в состав кантона Сегонзак. Округ коммуны — Коньяк.
Код INSEE коммуны — 16340.
Коммуна расположена приблизительно в 410 км к юго-западу от Парижа, в 115 км южнее Пуатье, в 24 км к западу от Ангулема.

## Население
Население коммуны на 2008 год составляло 1094 человека.
| 1962 | 1968 | 1975 | 1982 | 1990 | 1999 | 2008 |
| ---- | ---- | ---- | ---- | ---- | ---- | ---- |
| 1189 | 1213 | 1248 | 1171 | 1108 | 1051 | 1094 |

## Климат
Климат океанический. Ближайшая метеостанция находится в городе Коньяк.
| Показатель                        | Янв. | Фев. | Март | Апр. | Май  | Июнь | Июль | Авг. | Сен. | Окт. | Нояб. | Дек. | Год   |
| --------------------------------- | ---- | ---- | ---- | ---- | ---- | ---- | ---- | ---- | ---- | ---- | ----- | ---- | ----- |
| Средний суточный максимум, °C     | 8,7  | 10,5 | 13,1 | 15,9 | 19,5 | 23,1 | 26,1 | 25,4 | 23,1 | 18,5 | 12,4  | 9,2  | 17,7  |
| Средняя температура, °C           | 5,4  | 6,7  | 8,5  | 11,1 | 14,4 | 17,8 | 20,2 | 19,7 | 17,6 | 13,7 | 8,6   | 5,9  | 12,5  |
| Средний суточный минимум, °C      | 2,0  | 2,8  | 3,8  | 6,2  | 9,4  | 12,4 | 14,4 | 14,0 | 12,1 | 8,9  | 4,7   | 2,6  | 7,8   |
| Норма осадков, мм                 | 80,4 | 67,3 | 65,9 | 68,3 | 71,6 | 46,6 | 45,1 | 50,2 | 59,2 | 68,6 | 79,8  | 80,0 | 783,6 |
| Источник: Relevé météo des Cognac |      |      |      |      |      |      |      |      |      |      |       |      |       |

## Администрация
| Период | Период | Фамилия            | Партия | Примечания |
| ------ | ------ | ------------------ | ------ | ---------- |
| 1977   | 1983   | Андре Эрьяр-Дюбрёй |        |            |
| 1983   | 1989   | Франсис Тату       |        |            |
| 1989   | 1995   | Даниель Робаро     |        |            |
| 1995   | 2008   | Андре Шадуто       |        |            |
| 2008   | 2014   | Жан-Клод Брюн      |        |            |

## Экономика
В 2007 году среди 673 человек в трудоспособном возрасте (15—64 лет) 472 были экономически активными, 201 — неактивными (показатель активности — 70,1 %, в 1999 году было 70,4 %). Из 472 активных работали 423 человека (241 мужчина и 182 женщины), безработных было 49 (20 мужчин и 29 женщин). Среди 201 неактивных 44 человека были учениками или студентами, 83 — пенсионерами, 74 были неактивными по другим причинам.

## Достопримечательности
- Приходская церковь Сен-Максим (XII век). Церковь была повреждена во время религиозных войн и восстановлена в 1680 году. Исторический памятник с 1991 года[3]
- Дольмен Курад[фр.], или дольмен Пьер Леве. Исторический памятник с 1926 года[4]
- Замок Сен-Мем, был построен в XVI веке, перестроен в XVII веке, разрушен во время революции, затем сожжён и восстановлен в 1899 году
- Поместье Бард, было перестроено в XIX веке
- Поместье Венад (XVII век)
- Поместье Сентонж (XVI—XVII века). Нынешнее здание было построено в 1768 году

## Города-побратимы
- Авеланш-де-Каминью (Португалия)

## Фотогалерея

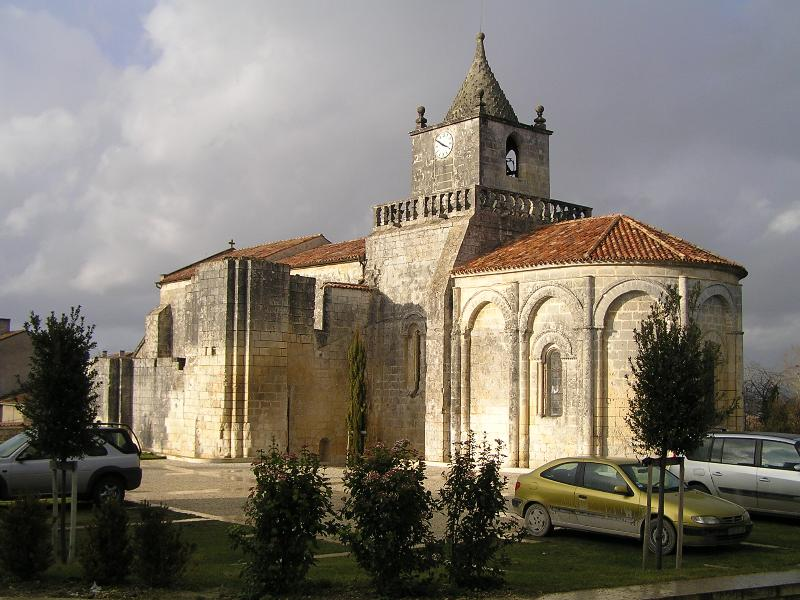
Церковь Сен-Максим
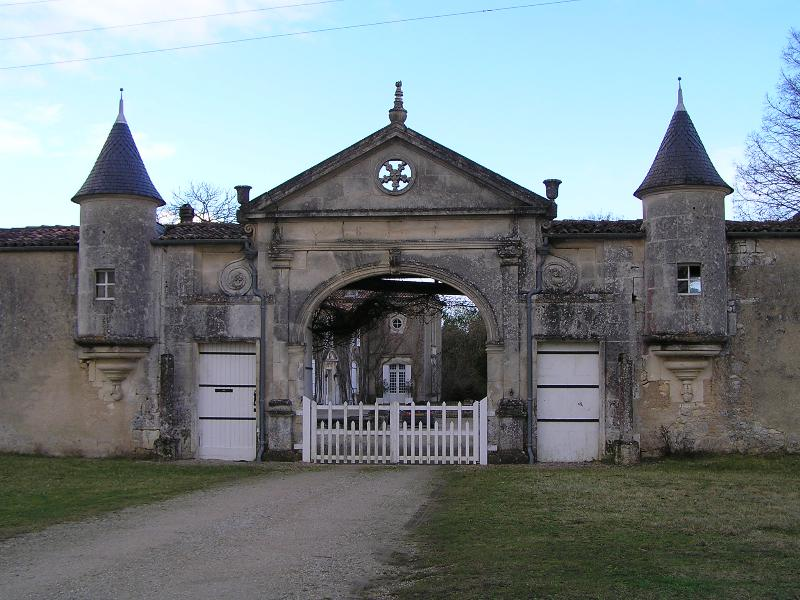
Замок Сен-Мем
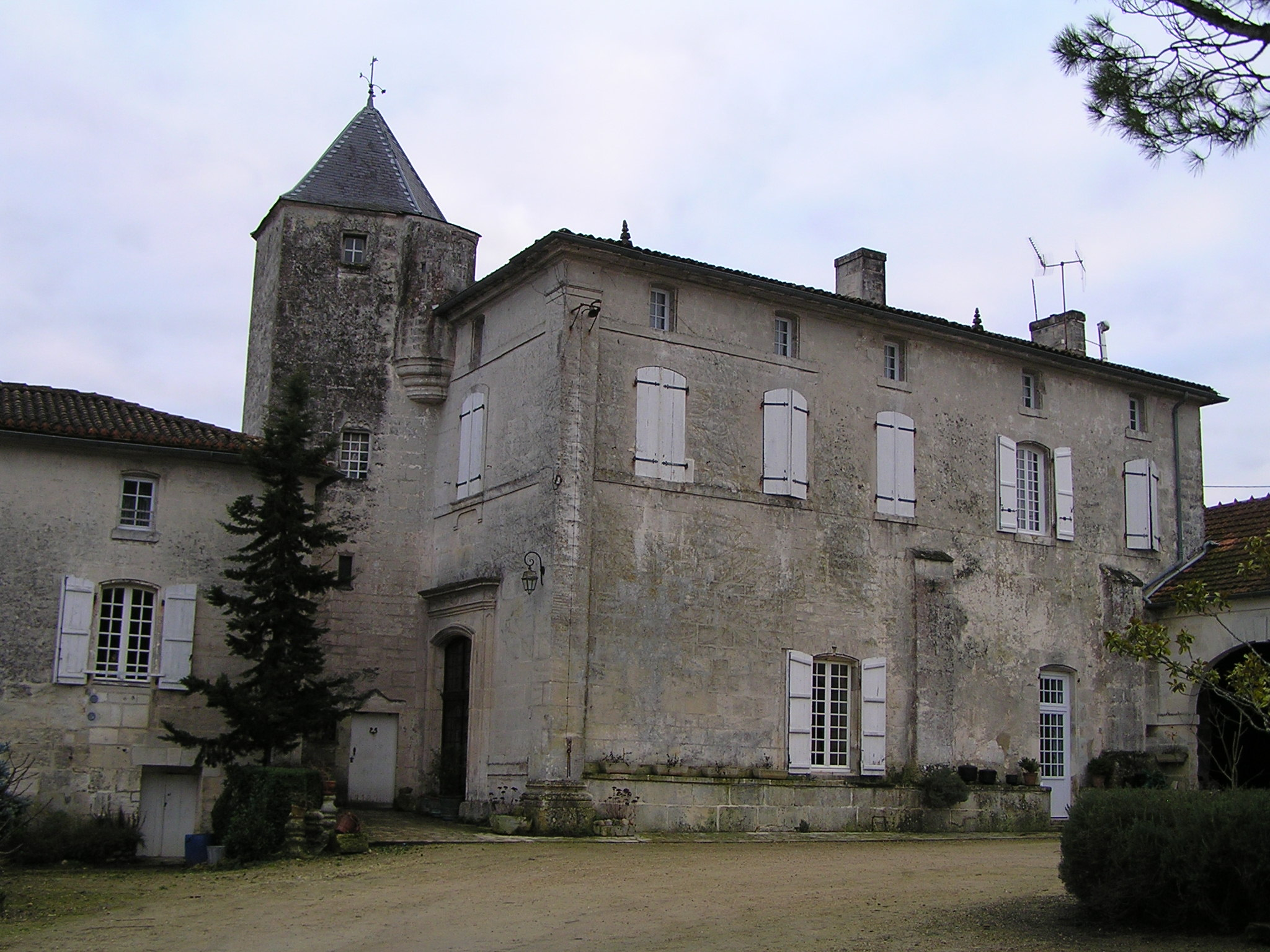
Замок Анквиль
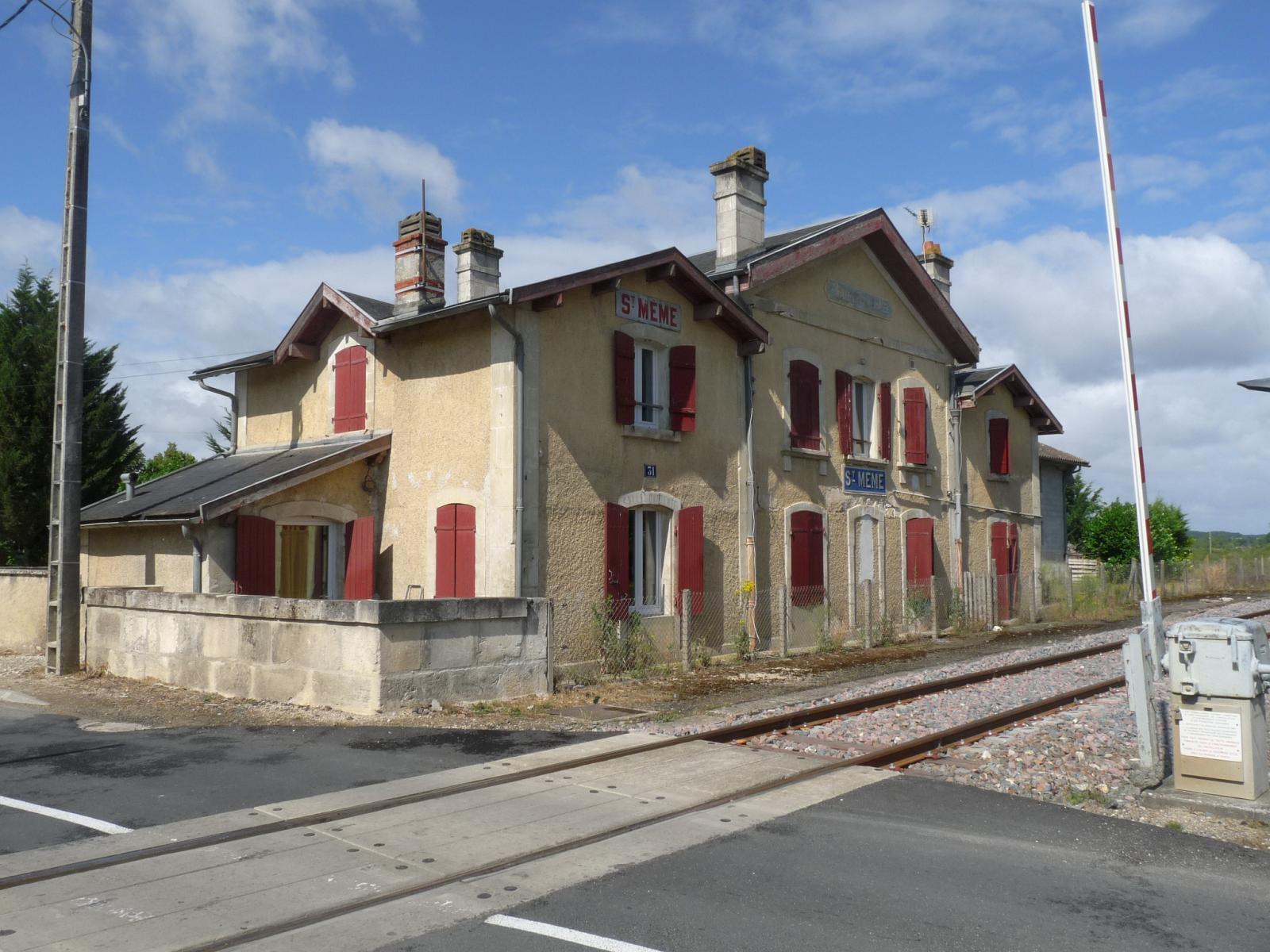
Старый вокзал
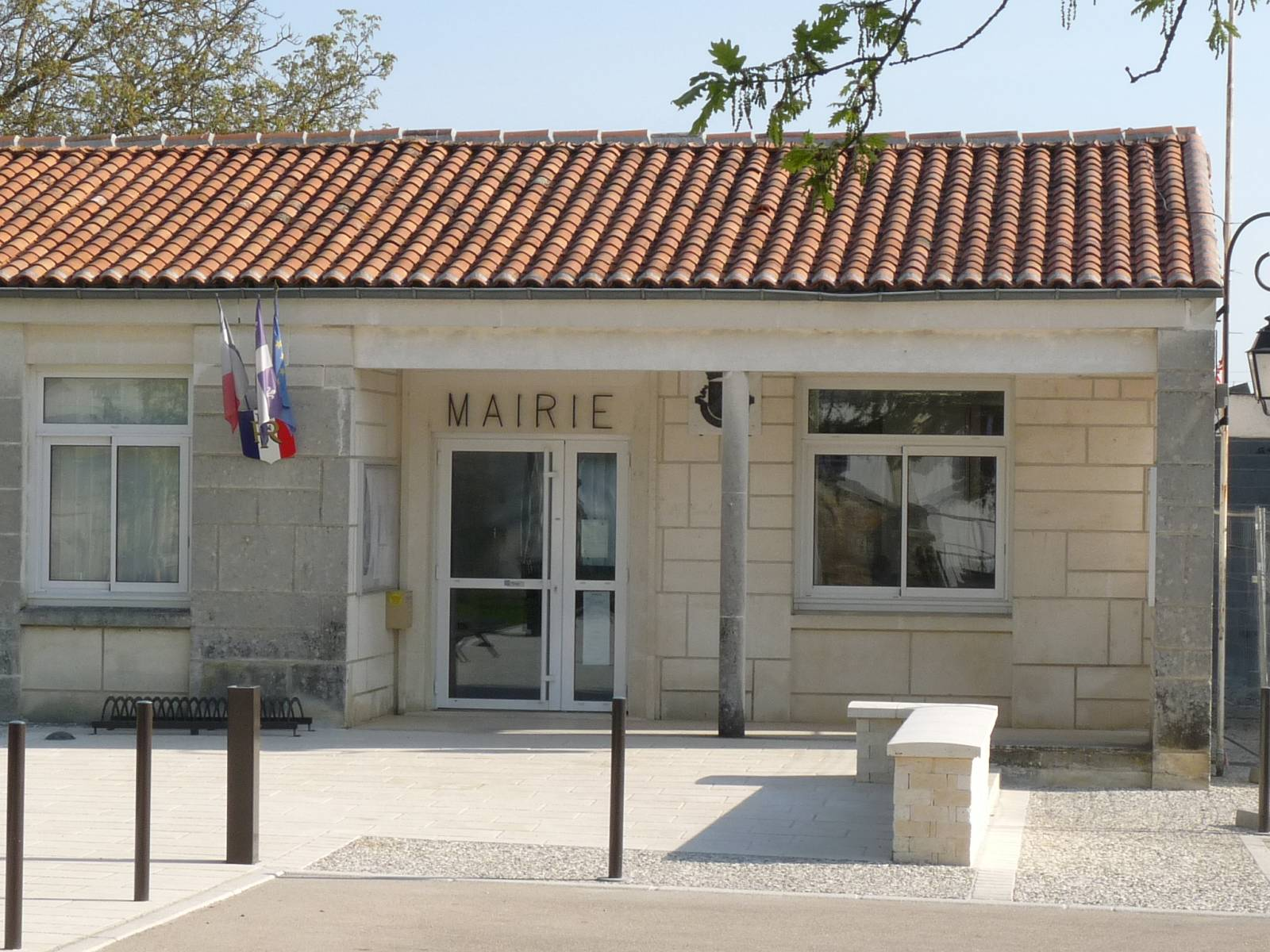
Мэрия
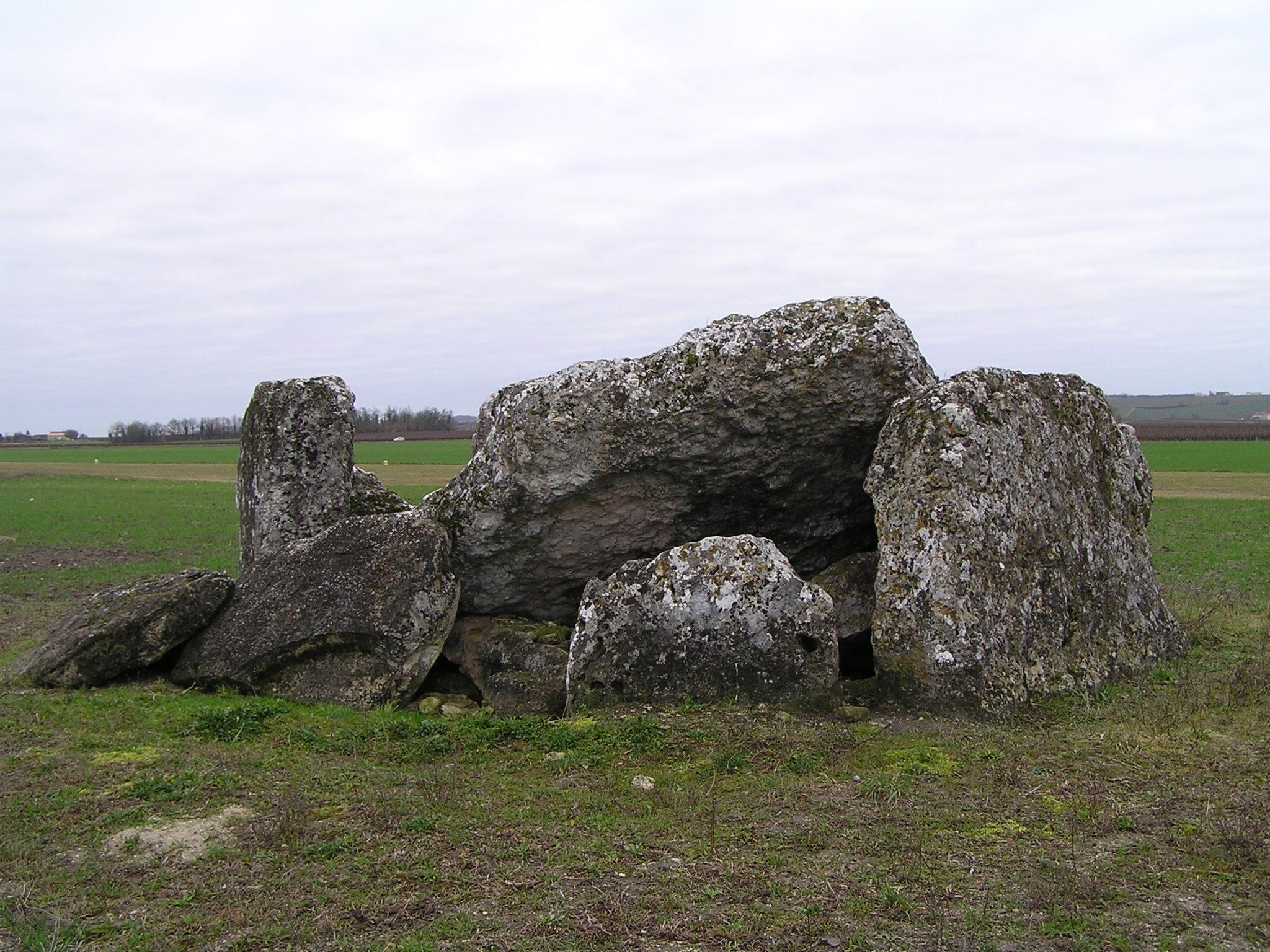
Дольмен Курад